# Do As Infinity
Do As Infinity (ドゥ・アズ・インフィニティ?, Du Azu Infiniti) è una band J-pop giapponese molto famosa a livello internazionale. Il loro nome viene solitamente abbreviato in D.A.I., acronimo che rivela come il nome della band sia derivato dal nome del chitarrista e fondatore della stessa Dai Nagao.
Dopo aver realizzato la compilation Do the A side, la band si è sciolta nel 2005, per poi riunirsi il 30 settembre 2008, con un concerto gratuito allo Yoyogi Koen.

## Formazione

### Principali
- Tomiko - Tomiko Van 伴 都美子 - (testi, voce)
- Ryo - Ryo Owatari 大渡 亮 - (testi, chitarra, voce)
- Dai - Dai Nagao 長尾 大 - (composizione, chitarra)

### Altri
- Naoki Hayashibe (chitarra)
- Jun Matsumoto (percussioni)
- Kazco Hamano (coro)
- Michitaro (basso)
- Jun Takase (tastiere)
- Yoshiyasu Hayashi (basso)

## Storia
Dai Nagao inizia come compositore per una band amatoriale. Dopo aver abbandonato questo progetto non rinuncia a comporre canzoni, spedendo demo a più di 50 compagnie giapponesi diverse. In questo modo riesce a collaborare con la AVEX Records per cui compone diverse canzoni per Ayumi Hamasaki e Hitomi.

### 1999
Successivamente iniziano le ricerche di nuovi membri per la formazione di una band e come voce principale viene scelta Tomiko Van, mentre Ryo Owatari come chitarrista. Nel settembre 1999 il trio pubblica il primo singolo, intitolato Tangerine Dream (nome ispirato al gruppo omonimo) e tiene un concerto a Shibuya, in diversi luoghi durante diversi giorni fino ad arrivare a Fukuoka e altre città. Nel 1999 il gruppo suona principalmente nelle strade e nei negozi di dischi per farsi pubblicità. Partecipa anche ad eventi in giro per il Giappone come festival e sagre, tenendo anche concerti gratuiti per i propri fan.

### Heart
A dicembre pubblicano Heart, il loro secondo singolo. Continuano a suonare in concerti fino a suonare durante l'Avex Millennium Count Down al club Roppongi's Velfarre, la vigilia di capodanno dello stesso anno. In effetti Heart venne scritta prima del primo singolo, ma si dovette spostare l'uscita per via di problemi con le percussioni. La band continua con le apparizioni in show radiofonici e eventi nei maggiori negozi di musica. Il loro terzo singolo viene pubblicato quindi a gennaio e si piazza nella Top 30 Hits e viene così scelta per accompagnare la pubblicità di Kanebo Cosmetics (Testimo).
Il prossimo singolo Yesterday & Today viene scelto come colonna sonora principale della serie Nisennen no Koi, in cui recitarono attori famosi del calibro di Miho Nakayama e Kaneshiro Takeshi. Mentre la canzone Raven venne usato come canzone finale nel J-Horror Uzumaki, che fece conoscere e apprezzare la band ad un maggior numero di persone.

### Break of Dawn
L'album di debutto Break of Dawn (2000) si piazza al numero 3 della Oricon chart nel marzo dello stesso anno, solo un mese dopo la pubblicazione del loro ultimo singolo. Continuano con un'impressionante serie di apparizioni pubbliche per promuovere l'opera e nell'agosto dello stesso anno pubblicano il singolo rumble fish che viene inserito nella colonna sonora del film Kamen Gakuen e il singolo Summer Days. Quest'ultima è una delle più note canzoni completamente in inglese della band. Nel novembre dello stesso anno pubblicano il singolo We are, canzone che Tomiko Van ritiene una delle migliori produzioni dei Do as Infinity.

### Ascesa
Il 2001 è un anno pieno di impegni e soddisfazioni per la band, con l'uscita di un album e sei singoli. Ma ancora non appaiono sulle maggiori TV giapponesi. Solo con la pubblicazione del secondo album finalmente riescono a catturare l'attenzione desiderata dei media. Desire viene così cantata durante lo show Music Station, anche se in quell'occasione in scena apparve soltanto Van. In ogni caso, il debutto in televisione consente alla band di farsi conoscere maggiormente e li aiuta a realizzare il disco New World che arriva al numero 1 della chart Oricon.
I mesi successivi realizzano la prima collezione di video in DVD, intitolata semplicemente 9, e si impegnano in un tour durato tutto il mese di maggio. Tomiko viene assunta come testimonial per i prodotti per capelli Lavenus e recita in altre sei pubblicità, inclusa una in cui deve cavalcare una Harley-Davidson. La B-side del singolo Tooku Made, ovvero Signal viene utilizzata come colonna sonora per una pubblicità. Successivamente altre tre canzoni  ("Tsubasa no Keikaku", "Boukensha-tachi" e "Nice & Easy") vengono usate dai pubblicitari.
Il nono singolo, Week!, viene prodotto a maggio. Il mese successivo esce invece Fukai Mori, che viene scelta come seconda sigla di chiusura per l'anime Inuyasha, diventando un enorme successo. Il resto dell'anno viene destinato alla preparazione del loro nuovo tour, che inizia poi a novembre, dopo l'uscita del singolo Boukensha Tachi. Successivamente viene pubblicato il terzo album, Deep Forest, che schizza al primo posto delle classifiche di vendita (Oricon).

### Asia tour
Nel gennaio 2002, Tomiko Van appare nell'album di beneficenza Avex VARIOUS ARTISTS FEATURING songnation, dopodiché viene pubblicato il dodicesimo singolo il mese dopo. Hi no Ataru Sakamichi guadagna un successo internazionale e dopo aver realizzato un album che raccoglie i loro primi successi, iniziano a viaggiare per l'Asia in tour toccando Taiwan e Hong Kong. Ricevono il disco d'oro in Giappone per il migliore album Rock & Pop dell'anno. In luglio pubblicano il tredicesimo singolo Under the sun/under the moon e in agosto tornano ancora una volta in un tour Avex.

### True Song
Shinjitsu no Uta, quattordicesimo singolo dei Do As Infinity, viene pubblicato in ottobre aprendo la strada ad un nuovo progetto della band. La canzone "Shinjitsu no Uta" viene scelta per la quinta sigla di chiusura dell'anime Inuyasha. Kawamura afferma nel booklet di Do The A-side che la canzone era stata scritta 2 anni prima la sua uscita ufficiale. Dai conferma che la canzone era rimasta allo stato di demo perché gli sembrava che al brano mancasse qualcosa.
Come segno di gratitudine verso i fan, la band chiede attraverso il proprio sito che vengano postati racconti amatoriali, con riferimenti alle loro canzoni, contenenti la parola shinjitsu (verità) all'interno delle storie. I racconti vengono poi successivamente selezionati e pubblicati in un libro intitolato Your Truth. La band chiude l'anno quindi con un nuovo tour chiamato Do As Infinity greatest year 02 ~ALL STANDING~ e realizza il quarto album True Song.

### Gates of Heaven
I Do As Infinity vengono impegnati duramente nel tour dell'ultimo album e realizzano il quindicesimo singolo Mahou no kotoba ~Would You Marry Me?~ nel 2003. Questo diventa una delle canzoni più suonate nelle cerimonie nuziali in Giappone. Il singolo successivo, Honjitsu wa Seiten Nari, segue il successo del precedente. Durante il periodo di promozione, Van si taglia i capelli e li tinge di biondo, per tornare nuovamente al colore castano una volta pubblicato il singolo. Hiiragi viene invece pubblicato a novembre e l'annuncio dell'uscita del quinto album lo seguì subito dopo. Tomiko incontra la cantante statunitense Michelle Branch durante la presentazione in Giappone dell'album di quest'ultima (Hotel Paper). Dopo l'uscita di Gates of Heaven il gruppo si prende una pausa per poi suonare a New York e Dallas nell'estate del 2004. Si esibiscono anche in Corea durante l'evento Korea & Japan Friendship Week in JEJU.

### 2005
All'inizio del 2005 la band è impegnata nel tour per promuovere l'ultimo album Need Your Love. Vengono pubblicate raccolte e registrazioni di concerti passati e i Do As Infinity cavalcano ancora l'onda del loro successo, nonostante Dai Nagao stia lentamente perdendo interesse nel progetto (non partecipa agli eventi promozionali come i video clips e foto per i giornali). Continua comunque a comporre e partecipare ai concerti.
L'uscita di TAO nel luglio 2005, ventesimo singolo della band, diventa l'ultima pubblicazione dei Do As Infinity. Il testo della canzone si riferisce alla rottura di un'amicizia e causa subito un certo sconcerto da parte dei fan che presagiscono l'imminente rottura della band. TAO diventa parte della colonna sonora del videogioco Tales of Legendia della Namco.
Nel settembre 2005 il gruppo infine conferma la divisione interna e che a fine mese i Do As Infinity si sarebbero sciolti. Tengono un ultimo concerto al Nippon Budokan il 25 novembre 2005. Tre giorni prima Dai Nagano pubblicano sul sito della band la canzone Trust cantata da Mizushima Utana, che successivamente non viene però inclusa in alcun cd.
Tomiko Van realizza nel marzo 2006 il suo primo album solista FAREWELL. Ryo Owatari, il chitarrista, inizia a lavorare con la band Missile Innovation e altri artisti della Avex come Ayumi Hamasaki, Ai Ōtsuka e AAA. Dai Nagao attualmente lavora con Amasia Landscape e altri artisti dell'etichetta discografica TRUE SONG MUSIC scrivendo canzoni.

### 2008
Il 30 agosto 2008 i Do As Infinity si sono esibiti a sorpresa durante l'A-Nation annunciando il loro ritorno dopo 3 anni di assenza.
Il 30 settembre 2008 i Do As Infinity hanno tenuto il loro primissimo concerto dopo la loro riunione allo Yoyogi Koen, uno dei più grandi parchi di Tokyo. Si sono esibiti in una performance interamente gratuita per circa 10 000 fan scatenati; un enorme striscione con la scritta “Do As Fukkatsu” (Do As Rinascita) appariva sullo sfondo del palco, Ryo e Tomiko hanno ringraziato tutti per l'affetto dimostrato nonostante siano passati 3 anni dal loro scioglimento, in particolare Ryo ha urlato “Non ci separeremo mai più!” e la folla è letteralmente impazzita. Tomiko ha cantato splendidamente nonostante la pioggia incessante, l'unico grande assente è stato Dai Nagao, che non fa più parte del gruppo.

### 2009
Il 17 giugno 2009 i Do As Infinity hanno pubblicato il loro primo singolo "∞1", contenente 4 nuove tracce: "Umareyuku monotachi e", "MERAMERA", "Timeless", "Let's get together at a-nation".
I Do As Infinity hanno aperto il loro sito ufficiale su myspace, ecco il link: https://myspace.com/doas10th
La nuova canzone "Saigo no GAME" è usata come opening della nuova serie dell'anime "Hikaru no Go" in onda dal 15 giugno 2009.
Il 30 settembre 2009 viene pubblicato l'album "ETERNAL FLAME", un giorno dopo il 10º anniversario del gruppo.
La canzone "Kimi ga Inai Mirai" è stata scelta come opening della nuova ed ultima serie di INUYASHA (Inuyasha - The Final Act) in onda in Giappone a partire dal 3 ottobre 2009 e in Italia a partire dal 13 novembre 2010

### 2010
Il 20 gennaio 2010 esce il nuovo singolo "Kimi ga Inai Mirai" che contiene anche tutte le precedenti canzoni usate come sigle dell'anime di "INUYASHA", ovvero "Fukai Mori", "Shinjitsu no Uta", "Rakuen".

## Album
| Anno | Album            |
| ---- | ---------------- |
| 2000 | Break of Dawn    |
| 2001 | New World        |
| 2001 | Deep Forest      |
| 2002 | True Song        |
| 2003 | Gates Of Heaven  |
| 2005 | Need Your Love   |
| 2009 | Eternal Flame    |
| 2011 | Eight            |
| 2012 | Time Machine     |
| 2012 | Do As Infinity X |
| 2015 | Brand New Days   |
| 2018 | Alive            |
| 2019 | Do As Infinity   |

## Singoli
| 1999                                                                                                 | Tangerine Dream                       | 58 |            | Break of Dawn           |
| 1999                                                                                                 | Heart                                 | 56 |            | Break of Dawn           |
| 2000                                                                                                 | Oasis                                 | 25 |            | Break of Dawn           |
| 2000                                                                                                 | Yesterday & Today                     | 10 |            | Break of Dawn           |
| 2000                                                                                                 | Rumble Fish                           | 20 |            | New World               |
| 2000                                                                                                 | We Are.                               | 16 |            | New World               |
| 2001                                                                                                 | Desire                                | 8  |            | New World               |
| 2001                                                                                                 | Tōku Made                             | 12 |            | Deep Forest             |
| 2001                                                                                                 | Week!                                 | 8  |            | Deep Forest             |
| 2001                                                                                                 | Fukai Mori                            | 5  | - JPN: Oro | Deep Forest             |
| 2001                                                                                                 | Bōkenshatachi                         | 7  |            | Deep Forest             |
| 2002                                                                                                 | Hi no Ataru Sakamichi                 | 5  | - JPN: Oro | Do the Best             |
| 2002                                                                                                 | Under the Sun / Under the Moon        | 5  |            | True Song Do the A-side |
| 2002                                                                                                 | Shinjitsu no Uta                      | 5  |            | True Song               |
| 2003                                                                                                 | Mahou no Kotoba (Would You Marry Me?) | 4  | - JPN: Oro | Gates of Heaven         |
| 2003                                                                                                 | Honjitsu wa Seiten Nari               | 4  | - JPN: Oro | Gates of Heaven         |
| 2003                                                                                                 | Hiiragi                               | 7  | - JPN: Oro | Gates of Heaven         |
| 2004                                                                                                 | Rakuen                                | 2  | - JPN: Oro | Need Your Love          |
| 2005                                                                                                 | For the Future                        | 6  |            | Need Your Love          |
| 2005                                                                                                 | Tao                                   | 11 |            | Do the A-side           |
| 2009                                                                                                 | ∞1                                    | 10 |            | Eternal Flame           |
| 2010                                                                                                 | Kimi ga inai mirai                    | 10 |            | Eight                   |
| 2010                                                                                                 | ∞2                                    | 13 |            | Eight                   |
| 2010                                                                                                 | Jidaishin                             | —  |            | Eight                   |
| 2011                                                                                                 | Chikai                                | 28 |            | Time Machine            |
| 2011                                                                                                 | Ariadne no Ito                        | 16 |            | Time Machine            |
| 2011                                                                                                 | Tasogare                              | —  |            | Time Machine            |
| 2014                                                                                                 | Mysterious Magic                      | 46 |            | Brand New Days          |
| 2017                                                                                                 | Alive / Iron Hornet                   | 38 |            | Alive                   |
| 2017                                                                                                 | To Know You                           | 43 |            | Alive                   |
| 2017                                                                                                 | Keshin no Kemono                      | 41 |            | Alive                   |
| "—" significa che l'album non è stato pubblicato nel Paese o non è riuscito a entrare in classifica. |                                       |    |            |                         |

### Altri
- again / TOMIKO VAN from Do As Infinity (dall'album Songnation)
- Drive me nuts / Cyber X feat. Tomiko Van 27
- El Dorado / atami (Guest Vo. tomiko Van, Guest EG.ryo Owatari) (dall'album Doppler)
- COME ON NOW! / NORTHERN BRIGHTS (Participation on Chorus by Owatari)
- I miss you? / Do As Infinity for BLACK STONES (dall'album LOVE for NANA ~Only 1 Tribute)

### Compilation
- Do The Best (2002)
- Do The Best + DVD (2004)
- Do The B-side (2004)
- Do the A side (2005)
- Do The A-side + DVD (2005)
- Do As Infinity Do The Best "Great Supporters Selection" (2006)
- MINUS V (instrumental collection) (2006)

### Live
- Live Tour 2001: Deep Forest (2002)
- LIVE IN JAPAN (2004)
- LIVE IN JAPAN II (2005)
- Do As Infinity -Final- (2006)
- Do As Infinity -premier- (2006)
- Do As Infinity 3rd Anniversary (2006)
- Free Live: Free Soul! Free Spirits! (2009)

### Box set
- Do the Box (2006)

## DVD

### DVD singoli
- Tooku Made 遠くまで (2001)
- Shinjitsu no Uta 真実の詩 (2002)

### Video clips
- 9 (2001)
- 5 (2001)
- THE CLIP SELECTION (2002)
- 8 (2004)
- DO THE CLIPS (2009)

### Live
- Do As Infinity LIVE TOUR 2001 ~DEEP FOREST~ (2002)
- Do As Infinity LIVE IN JAPAN (2004)
- Do As Infinity LIVE YEAR 2004 (2005)
- Do As Infinity LIVE IN JAPAN II (2005)
- Do As Infinity ~Final~ (2006)
- Do As Infinity 3rd ANNIVERSARY SPECIAL LIVE (2006)
- Do As Infinity -Premier- (2006)
- Free Live: Free Soul! Free Spirits! (2009)

## VHS

### Video clips
- 9 (2001)
- 5 (2001)